# Batrachologia
Batrachologia (gr. bátrachos ‘żaba’, lógos ‘nauka’) – nauka zajmująca się badaniem płazów. Wraz z reptiliologią (nauką o gadach) tworzą herpetologię.